# Ивин А.
«Ивин А.» — художественный фильм, вышедший на советские экраны в 1990 году. Фильм поставлен по мотивам рассказа А. Кима «Остановка в августе». В открытых источниках много противоречивых данных о съёмочной группе, которые не соответствуют указанным в титрах. По утверждению украинского журналиста Сергея Волохова, в этом фильме впервые в истории советского кино показан процесс мастурбации, «хотя половые органы при этом не демонстрируются».

## Сюжет
Рядовой внутренних войск Андрей Ивин — охранник зоны строгого режима. Он абсолютно не приспособлен к военной службе, типичный гуманитарий, бросивший историко-архивный институт.
Однажды летом он стоит ночью на посту на вышке. Рецидивист по прозвищу Мишка Князь совершает побег. Рядовой Ивин не смог выстрелить в него, и вынужден сам пойти под трибунал. В объяснительной записке он пишет, что «отказывается и впредь распоряжаться чужой жизнью».
Под надзором командира роты Наротьева его отправляют в дисбат. Старший лейтенант Наротьев почти ровесник Ивина. Ему сложно поверить, что рядовой говорит правду. По его мнению, солдат просто растерялся, давая показания, а на посту заснул, или, возможно, струсил.
В пути, разморенные жарой, они решают искупаться. Здесь, на берегу реки, выясняется, насколько эти два человека разные в трактовке заповеди «Не убий». Командир уговаривает Ивина переписать рапорт, чтобы выглядеть в нём в более выгодном свете. Но тот не поддаётся на провокацию.

## В ролях
- Александр Песков — рядовой Ивин Андрей
- Игорь Черницкий — старший лейтенант Наротьев
- Евгений Пашин — рядовой Еськин (водитель автозака)
- Владимир Меньшов — подполковник Овсянников
- Нина Шаролапова
- Александр Милютин
- Сергей Подгорный
- В. Нисков
- Игорь Олехнович
- Неонила Гнеповская — эпизод

## Съёмочная группа
- Режиссёр-постановщик фильма — И. Черницкий
- Второй режиссёр — Вилен Хацкевич
- Оператор-постановщик — Вадим Ильенко
- Оператор — Валентин Пономарёв
- Художник-постановщик — Наталия Аксёнова
- Композитор — Юрий Репников

Фильм снят Киевским центром НТТМ «Прогресс» на базе киностудии им. А. Довженко при участии Госкино СССР, а также при поддержке компании «Киевстудсервис», Центра НТТМ «Импульс» и МНТЦ «Альтернатива».

## Награды[2]
- 1990 год — Приз за лучшую режиссуру на I Всесоюзном кинофестивале «Дебют» (Москва)
- 1990 год — Приз за лучшую мужскую роль А. Пескову на I Всесоюзном кинофестивале «Дебют» (Москва)
- 1991 год — Приз «Хрустальная корона» за лучшую мужскую роль второго плана И. Черницкому на кинофестивале «Созвездие» (Смоленск)
- 1991 год — Приз зрительских симпатий А. Пескову на кинофестивале «Созвездие» (Смоленск)

## Литература

Скандальный кадр из фильма, послуживший темой для споров